# NGC 178
NGC 178 = IC 39 ist eine Balken-Spiralgalaxie vom Hubble-Typ SBm im Sternbild Walfisch südlich der Ekliptik Sie ist schätzungsweise 67 Millionen Lichtjahre von der Milchstraße entfernt und hat einen Durchmesser von etwa 40.000 Lj.

Im selben Himmelsareal befinden sich u. a. die Galaxien NGC 187, NGC 207, NGC 210, IC 41.
Das Objekt wurde mehrfach entdeckt; zunächst am 7. Dezember 1957 von dem irischen Astronomen R. J. Mitchell, einem Assistenten von William Parsons (als NGC 178 gelistet), später am 3. November 1885 von dem amerikanischen Astronomen Ormond Stone (auch als NGC 178 gelistet) und am 26. August 1892 durch den französischen Astronomen Stéphane Javelle wiederentdeckt (im IC-Katalog als IC 39 aufgenommen).